# Sảng rượu
Mê sảng do nghiện rượu, cuồng sảng rượu cấp, sảng rượu (delirium tremens) là một ca cấp tính mê sảng hay nhầm lẫn thường được gây ra do cai rượu. Khi nó xảy ra, thường là ba ngày tính từ các triệu chứng cai nghiện và kéo dài trong hai đến ba ngày.  Các tác động vật lý có thể bao gồm run rẩy, nhịp tim không đều và đổ mồ hôi. Bệnh nhân cũng có thể nhìn thấy hoặc nghe thấy những điều người khác không thấy.  Đôi khi, nhiệt độ cơ thể rất cao hoặc co giật có thể dẫn đến tử vong.  Rượu là một trong những loại thuốc nguy hiểm nhất gây ra triệu chứng cai nghiện này.
Chứng sảng rượu thường chỉ xảy ra ở những người uống nhiều rượu trong hơn một tháng liền. Một hội chứng tương tự có thể xảy ra khi dùng thuốc benzodiazepine và barbiturat. Việc cai nghiện các chất kích thích như cocaine không có biến chứng y tế lớn. Ở một người bị sảng rượu, điều quan trọng là phải loại trừ các vấn đề liên quan khác như bất thường điện giải, viêm tụy và viêm gan do rượu.
Phòng ngừa là bằng cách điều trị các triệu chứng cai nghiện. Nếu sảng rượu xảy ra, việc điều trị tích cực sẽ cải thiện kết quả.  Cần điều trị trong một phòng chăm sóc đặc biệt yên tĩnh với đủ ánh sáng.  Các thuốc benzodiazepin là thuốc được lựa chọn với diazepam, lorazepam, chlordiazepoxit và oxazepam đều được sử dụng phổ biến. Các thuốc này nên được cho bệnh nhân uống cho đến khi họ chuyển sang lơ mơ ngủ.  Haloperidol chống loạn thần cũng có thể được sử dụng.  Vitamin thiamine được khuyến khích sử dụng.  Tỷ lệ tử vong mà không điều trị là từ 15% đến 40%. Hiện tại số ca tử vong xảy ra trong khoảng 1% đến 4% trường hợp.
Khoảng một nửa số người nghiện rượu sẽ phát triển các triệu chứng sảng rượu khi bị cắt giảm việc uống rượu.  Trong số này, ba đến năm phần trăm phát triển chứng mê sảng do nghiện rượu hoặc bị co giật. Tên tiếng Anh delirium tremens được sử dụng lần đầu tiên vào năm 1813; tuy nhiên, các triệu chứng đã được mô tả chi tiết từ những năm 1700. Từ "delirium" là tiếng Latin có nghĩa là "đi ra khỏi luống cày", một phép ẩn dụ về việc cày. Nó cũng được gọi là run rẩy điên cuồng và hội chứng Saunders-Sutton.